# Savigny (Alta Savoia)
Savigny és un municipi francès situat al departament de l'Alta Savoia i a la regió d'Alvèrnia-Roine-Alps. L'any 2007 tenia 676 habitants.

## Demografia

### Població
El 2007 la població de fet de Savigny era de 676 persones. Hi havia 253 famílies de les quals 52 eren unipersonals (26 homes vivint sols i 26 dones vivint soles), 71 parelles sense fills, 108 parelles amb fills i 22 famílies monoparentals amb fills.
La població ha evolucionat segons el següent gràfic:
Habitants censats

### Habitatges
El 2007 hi havia 304 habitatges, 256 eren l'habitatge principal de la família, 27 eren segones residències i 21 estaven desocupats. 291 eren cases i 14 eren apartaments. Dels 256 habitatges principals, 220 estaven ocupats pels seus propietaris, 30 estaven llogats i ocupats pels llogaters i 7 estaven cedits a títol gratuït; 1 tenia una cambra, 3 en tenien dues, 25 en tenien tres, 57 en tenien quatre i 170 en tenien cinc o més. 239 habitatges disposaven pel capbaix d'una plaça de pàrquing. A 75 habitatges hi havia un automòbil i a 166 n'hi havia dos o més.

### Piràmide de població
La piràmide de població per edats i sexe el 2009 era:
| Homes | Edats   | Dones |
| ----- | ------- | ----- |
| 0     | 95 o +  | 0     |
| 0     | 90 a 94 | 4     |
| 4     | 85 a 89 | 4     |
| 0     | 80 a 84 | 4     |
| 4     | 75 a 79 | 4     |
| 16    | 70 a 74 | 4     |
| 8     | 65 a 69 | 0     |
| 8     | 60 a 64 | 20    |
| 16    | 55 a 59 | 4     |
| 20    | 50 a 54 | 16    |
| 24    | 45 a 49 | 52    |
| 32    | 40 a 44 | 16    |
| 12    | 35 a 39 | 28    |
| 8     | 30 a 34 | 12    |
| 12    | 25 a 29 | 16    |
| 4     | 20 a 24 | 20    |
| 24    | 15 a 19 | 20    |
| 28    | 10 a 14 | 24    |
| 12    | 5 a 9   | 24    |
| 8     | 0 a 4   | 8     |

## Economia
El 2007 la població en edat de treballar era de 452 persones, 366 eren actives i 86 eren inactives. De les 366 persones actives 347 estaven ocupades (182 homes i 165 dones) i 18 estaven aturades (9 homes i 9 dones). De les 86 persones inactives 28 estaven jubilades, 28 estaven estudiant i 30 estaven classificades com a «altres inactius».

### Ingressos
El 2009 a Savigny hi havia 233 unitats fiscals que integraven 627 persones, la mediana anual d'ingressos fiscals per persona era de 30.587 €.

### Activitats econòmiques
Dels 13 establiments que hi havia el 2007, 1 era d'una empresa de fabricació d'altres productes industrials, 8 d'empreses de construcció, 2 d'empreses de comerç i reparació d'automòbils, 1 d'una empresa d'hostatgeria i restauració i 1 d'una empresa de serveis.
Dels 8 establiments de servei als particulars que hi havia el 2009, 1 era un paleta, 1 guixaire pintor, 2 lampisteries, 2 electricistes, 1 empresa de construcció i 1 restaurant.
L'any 2000 a Savigny hi havia 8 explotacions agrícoles.

## Equipaments sanitaris i escolars
El 2009 hi havia una escola elemental integrada dins d'un grup escolar amb les comunes properes formant una escola dispersa.

## Poblacions més properes
El següent diagrama mostra les poblacions més properes.